# Micky Medina
Micky Medina (Aguadilla, Puerto Rico), es un rapero, cantante, compositor y productor puertorriqueño. Formó parte del grupo urbano Sons of Christ, y luego del dueto Abdi & Micky Medina, y colaboraciones frecuentes con Bengie.
Ha participado en diversas producciones musicales como Los Inmortales, Los Violentos 2 y United Kingdom 2 de Manny Montes y muchas producciones de su mentor, Bengie.

## Carrera musical

### Sons of Christ (2004 - 2006)
Sus inicios en la música están unidos al grupo Sons of Christ, compuesto por Omar Vázquez (OV1) y Jesús Yánez (Yanes), quienes lo invitaron a colaborar en una canción para su álbum Dos Caminos. Posterior a esto, se integró al grupo, con quienes participó en Vida Nueva de Funky & DJ Pablo con «Me activo», y lanzó el álbum Heridos pero aún caminando, producido por DJ Pablo. Luego, Yanes lanzaría su carrera como solista, quedando Omar y Micky como dueto, participando bajo esta nueva formación en Los Inmortales de Manny Montes con «De lo vil» en colaboración con el rapero Pito.

### Duetos con Abdi y Bengie (2007 - 2010)
En 2007, Bengie presentaría al dueto Abdi & Micky Medina en Holy Crew 2, y participarían luego en El Combo Eclesiástico y Los Embajadores del Rey.
Luego de la disolución del dúo, Bengie se une a Medina para lanzar el álbum Cueste lo que cueste en 2008, apareciendo en su primer video oficial con el sencillo «Una dama», participando como dupla en Los Violentos 2 de Manny Montes, y otros álbumes.

### Debut como solista (2011)
En el año 2011, salió su primer trabajo musical como solista titulada ¿Quién es Micky Medina? The Mixtape, para ser descargada totalmente gratis a través del internet. Este álbum también tendría vídeo oficial de promoción para el sencillo «Yo no tengo miedo». 
Participó en la canción tributo a Sandy NLB, el álbum de DJ Blaster, Los 4 L-Mentos The Upgrade junto a Bengie, en United Kingdom 2 de Manny Montes con «Música de verdad».

### Primer álbum oficial (2015)
En el 2015, lanzó su primera producción oficial titulada Crónicas de un Subestimado. Fue uno de los primeros álbumes cristianos en incursionar en el estilo del trap. Al año siguiente, llegaría su segunda producción oficial llevó por título Confesiones de un Hijo de Pastor, cuyo primer sencillo «Como tú amas» fue lanzando a través de las redes sociales. Otros sencillos fueron «La curiosidad» junto a Jaydan, y «Más que vencedor» con Manny Montes. En este álbum estaba el sencillo «No hacen nah», una fusión que sería proyectada para un EP que no salió, y sería el grupo C4, compuesto por GabrielRodríguezEMC, Michael Pratts, Eliud L'Voices y Micky Medina, donde estos dos últimos grabaron «Oro y plata» como sencillo. También colaboró junto a Bengie en su álbum Sal. Al año siguiente colaboró con su primo Álvaro Diaz, en el sencillo «Me conformo».
En 2019, lanzó la remezcla del tema estamos al día junto a CShalom, Gabriel EMC y Eliud L'Voices. Participó en Solo Trap de Manny Montes. También lanzó su tercera producción Detrás de la sonrisa. Posteriormente, llegó su álbum Nada mas y nada menos, y en ese tiempo colaboró con Jahdyel Román, Itz Amee, y Obed el Arquitecto.
En el presente, Medina pastorea el ministerio Jóvenes Marcando la Diferencia (JMD) del Centro Cristiano Hosanna en Isabela, Puerto Rico.

## Discografía

### Álbumes de estudio
- 2005: Heridos pero aún caminando (como Sons of Christ)
- 2008: Cueste lo que cueste (con Bengie)
- 2011: ¿Quién es Micky Medina? The Mixtape
- 2015: Crónicas de un subestimado
- 2016: Confesiones de un Hijo de Pastor
- 2019: Detrás de la sonrisa
- 2021: Los Freestyles, Vol. 1
- 2021: Nada más y nada menos
- 2023: Los Freestyles, Vol. 2
- 2023:  Honra Freestyle Series